# 橋戸
橋戸（はしど）は、神奈川県横浜市瀬谷区の地名。現行行政地名は橋戸一丁目から橋戸三丁目。住居表示未実施区域。

## 地理
瀬谷区の西部に位置し、境川を挟んで大和市と接している。北に神奈川県道40号横浜厚木線（厚木街道）、南に神奈川県道45号丸子中山茅ヶ崎線（中原街道）、中央に環状4号線が通っている。戸建て住宅や団地、分譲マンションが並ぶ住宅地だが、環状4号線沿いには飲食店やスーパーマーケットなどのロードサイド店舗が並んでいる。

### 河川
- 境川
- 相沢川

### 地名の由来
町名は地元の要望により字名を採った。

### 面積
面積は以下の通りである。
| 丁目       | 面積（km²） |
| ---------- | ----------- |
| 橋戸一丁目 | 0.243       |
| 橋戸二丁目 | 0.218       |
| 橋戸三丁目 | 0.287       |
| 計         | 0.748       |

### 地価
住宅地の地価は、2025年（令和7年）1月1日の公示地価によれば、橋戸1-7-8の地点で20万7000円/m²となっている。

## 歴史

### 沿革
- 1982年（昭和57年）10月25日 - 町界町名地番整理事業の施行に伴い、瀬谷町の一部を分離し、橋戸一丁目から三丁目を新設[6][8]。

## 世帯数と人口
2025年（令和7年）6月30日現在（横浜市発表）の世帯数と人口は以下の通りである。
| 丁目       | 世帯数    | 人口    |
| ---------- | --------- | ------- |
| 橋戸一丁目 | 1,930世帯 | 3,641人 |
| 橋戸二丁目 | 918世帯   | 1,963人 |
| 橋戸三丁目 | 1,459世帯 | 3,016人 |
| 計         | 4,307世帯 | 8,620人 |

### 人口の変遷
国勢調査による人口の推移。
| 年                 | 人口  |
| ------------------ | ----- |
| 1995年（平成7年）  | 9,110 |
| 2000年（平成12年） | 8,988 |
| 2005年（平成17年） | 9,077 |
| 2010年（平成22年） | 9,373 |
| 2015年（平成27年） | 8,980 |
| 2020年（令和2年）  | 8,792 |

### 世帯数の変遷
国勢調査による世帯数の推移。
| 年                 | 世帯数 |
| ------------------ | ------ |
| 1995年（平成7年）  | 3,165  |
| 2000年（平成12年） | 3,331  |
| 2005年（平成17年） | 3,517  |
| 2010年（平成22年） | 3,782  |
| 2015年（平成27年） | 3,735  |
| 2020年（令和2年）  | 3,849  |

## 学区
市立小・中学校に通う場合、学区は以下の通りとなる（2024年11月時点）。
| 丁目       | 番・番地等 | 小学校                 | 中学校               |
| ---------- | ---------- | ---------------------- | -------------------- |
| 橋戸一丁目 | 全域       | 横浜市立瀬谷第二小学校 | 横浜市立下瀬谷中学校 |
| 橋戸二丁目 | 全域       | 横浜市立瀬谷第二小学校 | 横浜市立下瀬谷中学校 |
| 橋戸三丁目 | 全域       | 横浜市立瀬谷第二小学校 | 横浜市立下瀬谷中学校 |

## 事業所
2021年（令和3年）現在の経済センサス調査による事業所数と従業員数は以下の通りである。
| 丁目       | 事業所数  | 従業員数 |
| ---------- | --------- | -------- |
| 橋戸一丁目 | 40事業所  | 454人    |
| 橋戸二丁目 | 69事業所  | 1,183人  |
| 橋戸三丁目 | 67事業所  | 407人    |
| 計         | 176事業所 | 2,044人  |

### 事業者数の変遷
経済センサスによる事業所数の推移。
| 年                 | 事業者数 |
| ------------------ | -------- |
| 2016年（平成28年） | 192      |
| 2021年（令和3年）  | 176      |

### 従業員数の変遷
経済センサスによる従業員数の推移。
| 年                 | 従業員数 |
| ------------------ | -------- |
| 2016年（平成28年） | 2,187    |
| 2021年（令和3年）  | 2,044    |

## 交通
- 神奈川県道40号横浜厚木線
- 神奈川県道45号丸子中山茅ヶ崎線
- 環状4号線

## 施設
- 横浜市立瀬谷第二小学校
- NTT東日本 瀬谷電話交換センター
- 西福寺
- 左馬社[18]
- FUJI 橋戸店
  - マツモトキヨシ 瀬谷橋戸店
  - ノジマ 瀬谷店
- ロピア 瀬谷橋戸店[19]

## その他

### 日本郵便
- 郵便番号 : 246-0037[3]（集配局：瀬谷郵便局[20]）。

### 警察
町内の警察の管轄区域は以下の通りである。
| 町丁       | 番地等                 | 警察署     | 交番・駐在所 |
| ---------- | ---------------------- | ---------- | ------------ |
| 橋戸一丁目 | 全域                   | 瀬谷警察署 | 南台交番     |
| 橋戸二丁目 | 22〜25番地、40、41番地 | 瀬谷警察署 | 南台交番     |
| 橋戸二丁目 | 1〜21番地、26〜39番地  | 瀬谷警察署 | 北新駐在所   |
| 橋戸三丁目 | 全域                   | 瀬谷警察署 | 北新駐在所   |